# Tunnel van Lustin
De tunnel van Lustin is een spoortunnel in Lustin, een deelgemeente van Profondeville. De tunnel heeft een lengte van 354 meter en bevindt zich in spoorlijn 154 (Namen - Givet) langs de oostelijke oever van de Maas.